# Olivia Kuderewski
Olivia Kuderewski (* 1989 in Gelsenkirchen) ist eine deutsche Schriftstellerin und Lektorin. Sie lebt und arbeitet in Berlin.

## Leben
Als Tochter polnischer Spätaussiedler wuchs Olivia Kuderewski im oberfränkischen Forchheim auf. Sie studierte Komparatistik in Augsburg und Kreatives Schreiben in Hildesheim und volontierte anschließend beim Galiani Verlag in Berlin.
Ihr erster Roman Lux erschien im Februar 2021 beim Buchverlag Voland & Quist in Berlin und wurde mit dem Debütpreis des Harbour Front Literaturfestivals als das beste deutschsprachige Romandebüt des Jahres ausgezeichnet.
Ihr zweiter Roman Haha Heartbreak kam im September 2022 heraus, ebenfalls bei Voland & Quist.
Als freiberufliche Lektorin arbeitet sie im Brotberuf an verschiedenen Sachbuchveröffentlichungen.

## Romane
- Lux. Roman. Voland &  Quist, Berlin 2021, ISBN 978-3-86391-279-6.
- Haha Heartbreak. Roman. Voland &  Quist, Berlin 2022, ISBN 978-3-86391-354-0.

## Auszeichnungen
- Debütpreis des Harbour Front Literaturfestivals 2021 in Hamburg für den Roman Lux.[2]